# Palacio Toscana
El palacio Toscana es una residencia real de la rama toscana de la casa de Habsburgo, en Viena, hoy desaparecido.

## Historia

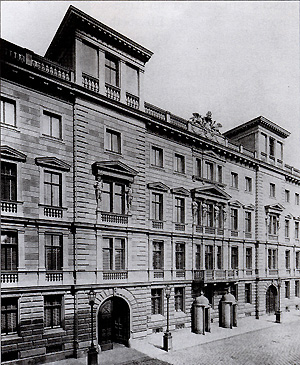
Fachada principal neorrenacentista del palacio a la Argentinierstrasse.

El palacio fue construido en el año 1867 y posteriormente fue adquirido por el archiduque Leopoldo-Salvador de Austria Toscana, bajo diseño muy probablemente de Carl Tietz. Anteriormente en este lugar se alzaba previamente una casa que pertenecía en un principio al pintor Heinrich Füger y posteriormente al escritor Adolf Bäuerle.
En 1908 el archiduque Leopoldo Salvador de Austria-Toscana y su familia se mudaron al castillo de Wilhelminenberg en las afueras de Viena.
En la Segunda Guerra Mundial el palacio sufrió múltiples daños y finalmente fue demolido. En el lugar que ocupaba, se levantó un edificio conocido bajo el nombre de Toscanahof.

## Descripción

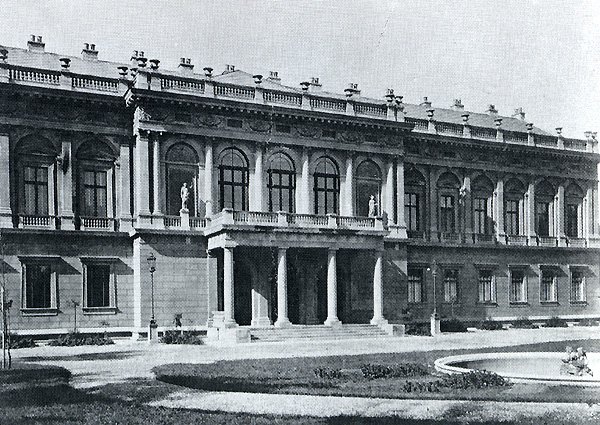
Fachada posterior al jardín del palacio en estilo neobarroco.

El palacio tenía grandes dimensiones. Estaba constituido de un edificio con una amplia fachada de 60 metros a la Argentinierstrasse, en estilo neorrenacentista y con un amplio jardín en la parte posterior. La fachada posterior fue construida en estilo neobarroco.